# Dravida Nadu
Dravida Nadu (ou também Dravidistan, aportuguesado: Dravidistão) é um "Estado soberano" reivindicado pelo Partido da Justiça liderado por Periyar E. V. Ramasamy e pelo Dravida Munnetra Kazhagam (DMK) liderado por C. N. Annadurai para os indivíduos de língua dravidiana do sul da Índia.
Inicialmente, a demanda dos proponentes do Dravida Nadu era limitada à região de língua tâmil, mas depois, foi expandida para incluir outros estados indianos com maioria de língua dravidiana (Andhra Pradesh, Telangana, Kerala e Karnataka). Alguns dos proponentes também incluíam partes do Ceilão (Sri Lanka), Orissa e Maharashtra. Outros nomes para o estado soberano proposto incluem "Sul da Índia", "Federação Deccan" e "Dakshinapath".
O movimento para o Dravida Nadu esteve no auge entre as décadas de 1940 a 1960, mas devido aos temores da hegemonia tamil, não conseguiu encontrar nenhum apoio fora de Tamil Nadu. A Lei de Reorganização dos Estados de 1956, que criou os Estados linguísticos, enfraqueceu ainda mais a demanda. Em 1960, os líderes do DMK decidiram eliminar a reivindicação pelo Dravida Nadu do programa do partido em uma reunião realizada com a ausência de Annadurai. Em 1963, o governo da Índia, liderado por Jawaharlal Nehru, declarou o secessionismo como um ato ilegal. Como consequência, Annadurai abandonou a reivindicação para o Dravida Nadu - então geograficamente limitado a moderna Tamil Nadu - completamente em 1963.